# Stalaktit
Stalaktit je kapnik, ki raste s stropa. Kapniki so največja znamenitost kraških jam. Kapnik se lahko opazi še na tleh. Ko se stalaktit in stalagmit združita, nastane kapniški steber ali stalagmat.
Kapniki so različnih oblik. Na primer v obliki piščali, orgel, zaves, ponvic, cevčic... Rastejo zelo počasi, nekaj milimetrov na leto oz. nekaj centimetrov na 1000 let. Podzemna voda, ki vsebuje apnenec, kaplja s stropa. Ko voda izhlapi na tleh ali na stropu, se tam kopiči apnenec in kapnik raste.